# Křížová cesta (Kamenice nad Lipou)
Křížová cesta v Kamenici nad Lipou na Pelhřimovsku se nachází na vrchu Bradlo cca 1,3 kilometru jižně od centra města na cestě ke hřbitovu.

## Historie
Křížová cesta původně vedla na vrch Kalvárie (Melíšek) přibližně 700 metrů východně od centra města. Vznikla roku 1765 a zhotovil ji kameník Martin Brož z Jindřichova Hradce na objednávku hraběnky Marie Terezie z Golčů. Tvořilo ji patnáct kamenných pomníků podél cesty od Zámeckého rybníka.
Po zrušení kaple na Kalvárii byla křížová cesta roku 1806 přemístěna na vrch Bradlo. Zašlé obrazy byly v roce 1824 přemalovány a roku 1841 byly nahrazeny novými malbami. 
Rekonstrukce křížové cesty proběhla v letech 1991 – 1993 akademickým sochařem Krnínským, zastavení jsou doplněna výjevy provedenými technikou email – smalt od malíře Romana Brichcína.